# Царьов Петро Степанович
Петро Степанович Царьов (31 грудня 1892, село Нижнє-Аблазово Кузнецького повіту Саратовської губернії, тепер Пензенської області, Російська Федерація — розстріляний 23 жовтня 1938, місто Курськ, тепер Російська Федерація) — радянський діяч, голова виконавчого комітету Курської обласної ради, член ЦВК. Член Комісії радянського контролю при РНК СРСР у 1934—1937 роках.

## Біографія
Народився в бідній селянській родині. У 1906 році закінчив сільську школу.
З серпня 1906 по грудень 1909 року — продавець магазину Прокоф'євої в місті Вольську Саратовської губернії. З січня 1910 по червень 1912 року — продавець магазину Акчуріна в місті Кузнецьку Саратовської губернії. У червні 1912 — травні 1913 року — конторник маєтку Татищева в Бугуруслані. З травня 1913 по серпень 1914 року — продавець магазину Акчуріна в місті Кузнецьку Саратовської губернії. У серпні 1914 — вересні 1915 року — продавець магазину Шерешевських у Казані.
У вересні 1915 — липні 1917 року — рядовий 99-го піхотного полку російської армії в місті Пензі. У березні — липні 1917 року — член Пензенської ради солдатських депутатів, член продовольчої комісії ради.
З липня по грудень 1917 року воював на Румунському фронті, учасник Першої світової війни. У вересні — грудні 1917 року — голова полкового комітету 320-го Чембарського полку російської армії.
У січні 1918 — травні 1919 року — секретар, завідувач волосного земельного відділу, член та заступник голови виконавчого комітету Кузнецької волосної ради в селі Кунчерово Кузнецького повіту Саратовської губернії.
Член РКП(б) з листопада 1918 року.
У травні 1919 — вересні 1923 року — член виконавчого комітету Кузнецької повітової ради, директор Державного шкіряного тресту «Шкіртрест» у місті Кузнецьку; заступник голови, голова Кузнецької повітової Ради народного господарства Саратовської губернії. У 1921 році виключався із членів партії, але рішення було скасоване Саратовським губернським комітетом РКП(б).
У жовтні 1923 — 1925 року — заступник голови Саратовської губернської Ради народного господарства, керівник Саратовської губернської Сільськоспілки.
У 1925 — червні 1928 року — голова Саратовської губернської Ради народного господарства, завідувач Саратовського відділення Промбанку СРСР.
У червні 1928 — березні 1932 року — голова Центрально-Чорноземної обласної Ради народного господарства.
Одночасно у березні 1930 — березні 1934 року — заступник голови виконавчого комітету Центрально-Чорноземної обласної ради.
У березні 1932 — березні 1934 року — начальник Центрально-Чорноземного обласного земельного управління.
У березні — червні 1934 року — уповноважений Комісії радянського контролю при РНК СРСР по Донецькій області УРСР.
25 червня 1934 — березень 1937 року — голова виконавчого комітету Курської обласної ради.
У березні — липні 1937 року — начальник Воронезького обласного земельного управління.
10 липня 1937 року заарештований органами НКВС. Засуджений Воєнною колегією Верховного суду СРСР 23 жовтня 1938 року до страти, розстріляний того ж дня в Курську.
2 червня 1956 року реабілітований, 22 листопада 1958 року посмертно відновлений у партії.